# Ein Frauenleben
Ein Frauenleben (Originaltitel: Une vie) ist ein französischer Spielfilm in Farbe von Alexandre Astruc. Das Drehbuch verfasste er selbst zusammen mit Roland Laudenbach. Es beruht auf dem Roman „Ein Leben“ von Guy de Maupassant. Die Hauptrollen sind mit Maria Schell, Christian Marquand, Ivan Desny und Antonella Lualdi besetzt. Das Werk erlebte seine Uraufführung am 24. September 1958 in Frankreich. In der Bundesrepublik Deutschland kam der Film erst im Jahr darauf in die Kinos.

## Handlung
Jeanne Dandieu ist auf dem väterlichen Schlossgut ihrer Eltern in der Normandie aufgewachsen. Ihre große Liebe gehört dem Meer, auf dem sie des Öfteren ausgedehnte Segeltouren unternimmt. Eines Tages zieht ein heftiger Sturm auf, der ihr Boot zum Kentern bringt. Julian de Lamare, ein junger Landedelmann, rettet sie vor dem Ertrinken. Jeannes Eltern sind überglücklich, als Julian Jeanne wohlbehalten nach Hause bringt. Die jungen Leute verlieben sich ineinander, und bald werden sie in der Dorfkirche getraut.
Für Jeanne geht die Liebe zu ihrem Mann über alles. Es dauert aber nicht lange, bis sie merkt, dass der ein Einzelgänger ist und immer unberechenbarer in seinen Launen wird. Er gibt ihr auch zu verstehen, dass er sie nur wegen ihrer großen Mitgift geheiratet hat, um seine Schulden begleichen zu können. Jeanne hofft jedoch, mit viel Geduld aus Julien einen besseren Menschen machen zu können.
Als Jeannes Zofe Rosalie ein Kind zur Welt bringt, will Julien sie zunächst vom Hof jagen. Jeanne jedoch widerspricht zum ersten Mal ihrem Mann und stellt sich schützend vor die Magd. Sie hält auch dann noch zu Rosalie, als sie erfahren hat, dass ihr Mann der Vater des Neugeborenen ist und sich Rosalie hinter ihrem Rücken gefügig macht.
Nach einiger Zeit trennt sich Jeanne dann doch von ihrer Zofe, um ihre Ehe nicht noch größeren Belastungen auszusetzen. Das Verhältnis zu ihrem Mann bessert sich aber auch dann nicht, als sie ihm einen Sohn schenkt. Nachdem Jeannes Eltern gestorben sind, lebt sie nur noch für ihren Sohn Paul. Die Eheleute selbst leben nebeneinanderher; das Gut beginnt zu verwahrlosen.
Eines Tages bekommt die Familie neue Nachbarn: den Grafen Fourcheville und seine attraktive Frau Gilberte. Es dauert nicht lange, bis die Schöne mit Julien ein Verhältnis hat. Der Graf, der seine Frau vergöttert, kommt den beiden auf die Schliche. Als er Julien zur Rede stellen will, ist dieser nicht zu Hause. Er ahnt aber, wo sich das Liebespaar aufhalten könnte: in dem alten Schäferkarren am Rand der Steilküste. Dort angekommen, schiebt er den Riegel vor und lässt den Wagen den Hang hinunter ins Meer stürzen.
Jeanne, jetzt zur Witwe geworden, trauert um ihren Gatten. In ihrem Sohn lebt er weiter.

## Kritik
Das Lexikon des internationalen Films zeigt sich voll des Lobes: „Astruc, der vor der «nouvelle vague» die Theorie der «caméra stylo» entwickelte, «schrieb» diesen Film […] nach Maupassants Novelle: Sein Stil ist von großer Exaktheit! Die Einstellungen sind mit den Dialogen rhythmisch aufgebaut; die dramaturgische Gestaltung des Films ergibt eine Erzählung in Bildern, die voller Poesie und Genauigkeit ist. Ein Film, der die Grenzen des damals üblichen französischen Erzählkinos sprengt und neue Maßstäbe setzte.“ Eine andere Meinung vertritt Der Spiegel in seiner Ausgabe vom 18. März 1959: „Für die branchenübliche Metamorphose von der Literatur zum Rührkintoppstück dient in diesem Film der Maupassant-Roman ‚Une Vie‘. In der weiblichen Hauptrolle durchleidet Maria Schell das garstige Schicksal einer erniedrigten und betrogenen Ehefrau weniger tränendurstig als in ihren früheren Filmen. Der ehemalige Filmkritiker und jetzige Regisseur Alexandre Astruc inszenierte bei stilvollen Farbbildern routiniert eine kalte Kostümseelenpracht.“ Die Filmbewertungsstelle Wiesbaden erteilte dem Werk das Prädikat «Wertvoll».

## Quelle
- Programm zum Film: Illustrierte Film-Bühne, Vereinigte Verlagsgesellschaften Franke & Co., München, Nr. 4410